# Andrea Ballerini
Pour les articles homonymes, voir Ballerini.
Pas d'image ? Cliquez ici
Andrea Ballerini (né le 7 février 1973 à Florence, dans la province du même nom, en Toscane) est un ancien pilote italien de motoGP.

## Biographie
Andrea Ballerini commence la compétition lors du championnat du monde 1995 par le Grand Prix moto d'Autriche et s'arrête à la fin de la saison 2006, après le Grand Prix moto de la Communauté valencienne.
Le championnat du monde 2002 sur 125 cm3 fut sa meilleure saison avec une place de 18e au classement final. Il a remporté un grand prix dans sa carrière, celui d'Australie en 2003.

## Sources
- (en) Cet article est partiellement ou en totalité issu de l’article de Wikipédia en anglais intitulé « Andrea Ballerini » (voir la liste des auteurs).